# Liubava Dmítriyevna Zavídich
Liubava Dmítriyevna Zavídich (en ruso: Любава Дмитриевна) (1100-1167)  fue la hija de Dmitry Zavídich, un noble de Nóvgorod. 
Se casó con Mstislav I de Kiev, hijo de Vladímir II Monómaco y Gytha de Wessex, hija del rey sajón Haroldo II de Inglaterra en 1122. Tuvo dos hijos.
- Vladímir III Mstislavich (1132-1173)[2]
- Eufrosina de Kiev (1130-1193), quien se casó con el rey Géza II de Hungría.[3]